# Bystřice, Benešov
Bystřice là một thị trấn thuộc huyện Benešov, vùng Středočeský, Cộng hòa Séc.